# 牽繩

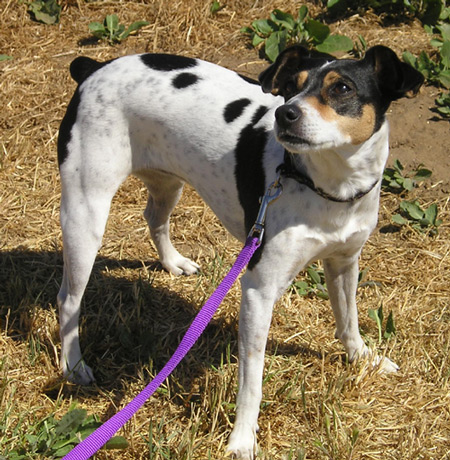
套在傑克羅素㹴項圈上的牽繩

牽繩是一种套在动物頭頸處的項圈或笼头上的繩索，人們有時要通過牽繩來控制住一些危险或具有攻击性的大型動物。此外狗主人在遛狗时也要使用牽繩來牽住狗。